# Habitatge al carrer Providència, 18 (Tortosa)
L'Habitatge al carrer Providència, 18 és una obra del municipi de Tortosa (Baix Ebre) inclosa en l'Inventari del Patrimoni Arquitectònic de Catalunya.

## Descripció
Es tracta d'una construcció entre mitgeres, amb decoració de tipus modernista a la façana. A l'interior l'únic nivell alterat ha estat la planta baixa, en convertir el que possiblement era un comerç en un pàrquing. En els pisos superiors, d'habitació, la distribució no ha estat alterada. En alçat l'edifici consta de planta baixa, tres pisos d'habitació i un nivell superior de golfes.
Les apartaments s'obren a l'exterior mitjançant balcons, dos en el primer pis, un de dues portes en el segon i dos de més petits ampitadors en el tercer. Les golfes s'obren a l'exterior mitjançant una arcada d'arc de mig punt, només dos dels quals resten oberts amb finestres. L'arrebossat original es conserva als quatre nivells superiors. Simula pilastres de capitell corinti en els emmarcaments de finestres, sostenint un senzill entaulament. Els espais entre balcons, i entre aquests, i els extrems laterals estan centrats per relleus d'estuc simulant formes florals. L'arrebossat de fons és roig, mentre que els motius decoratius són pintats de color gris.
En el mateix carrer hi ha altres habitatges de la mateixa època amb façana arrebossada, encara que de manera més senzilla.